# Новая Рябка
Новая Рябка — деревня Краснослободского района Республики Мордовия в составе Колопинского сельского поселения. 

## География
Находится на расстоянии примерно 28 километров по прямой на юго-восток от районного центра города Краснослободск.

## История
Известна с 1869 года, когда она была учтена как казенная деревня Краснослободского уезда из 39 дворов.

## Население
Постоянное население составляло 15 человек (русские 100%) в 2002 году, 5 в 2010 году .